# Rachel Parsons (Ingenieurin)

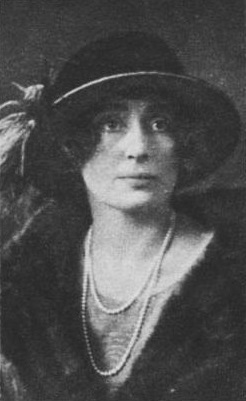
Rachel Parsons (1923)

Rachel Mary Parsons (* 25. Januar 1885 in Bayswater, London; † 1. Juli 1956 in Newmarket, Suffolk) war eine britische Ingenieurin und Politikerin.

## Leben
Rachel Parsons wurde 1885 als Tochter von Charles Parsons (1854–1931) und seiner Ehefrau Katherine, geb. Bethell, (1859–1933) im Londoner Stadtteil Bayswater geboren. Ihr Vater war ein profilierter Ingenieur, der maßgeblich zum technischen Fortschritt im Dampfturbinenbau beitrug, insbesondere im Schiffbau. Väterlicherseits waren Rachels Großeltern der Astronom William Parsons, 3. Earl of Rosse (1800–1867) und die Astronomin, Ingenieurin und Fotografin Mary Rosse (1813–1885). Rachels jüngerer Bruder Tommy (* 1886) schlug ebenfalls eine Ingenieurslaufbahn ein, wurde aber nach dem Start des Ersten Weltkriegs ins Militär eingezogen und starb 1918 nahe Ypern. Parsons verbrachte große Teile ihrer Kindheit in Northumberland, wo ihr Vater mehrere Anwesen besaß. Von früh an schaute Rachel ihrem Vater bei seiner Arbeit an den neuesten Erfindungen und Entwicklungen über die Schulter und fand so alsbald Einstieg in die Ingenieurswissenschaften. Unter anderem begleitete sie ihn auf Testfahrten mit der Turbinia, dem von Parsons entwickelten ersten Turbinenschiff der Welt. Teile ihrer Schulausbildung absolvierte sie in Internaten; zu dieser Zeit bestach sie akademisch in der Mathematik. 1910 wurde sie am Newnham College der University of Cambridge für ein Studium der Mechanical Sciences zugelassen und wurde so zur ersten Frau, die ein Ingenieursstudium an der Universität Cambridge verfolgte. Unter ihrem Mentor Bertram Hopkinson bestand sie mehrere Zwischenprüfungen, verließ die Universität aber 1912 ohne Abschluss, da Cambridge zu diesem Zeitpunkt noch keine Frauen zu Abschlussprüfungen zuließ.
Mit Beginn des Ersten Weltkriegs übernahm Parsons von ihrem eingezogenen Bruder die Leitung des familieneigenen Turbinenbauwerks in Newcastle upon Tyne. Damit war sie eine der ersten Frauen, die die operative Leitung eines bedeutenden britischen Industriekonzerns innehatten. Unter ihrer Ägide stellte ihr Familienunternehmen zahlreiche Arbeiterinnen ein, die die eingezogenen Arbeiter ersetzten und so den Produktionsbetrieb aufrechterhielten. Über das Ministry of Munitions bildete sie auch selbst zu Kriegszeiten Frauen im Maschinenbau aus. Gemeinsam mit ihrer Mutter setzte sie sich nach Kriegsende gegen den Restoration of Pre-War Practices Act 1919 ein, der die Beschäftigung von Frauen in Industrien verbot, in denen vor Kriegsbeginn nur Männer gearbeitet hatten. Dies geschah parallel zu einem allgemeinen Trend, nach dem arbeitende Frauen zugunsten der aus dem Krieg zurückgekehrten Männern aus ihren Anstellungen gedrängt wurden. Selbst ihr eigener Vater bestand darauf, dass Parsons die Leitung des Familienbetriebs wieder abgab. In Reaktion auf diese Entwicklungen gründeten Parsons und ihre Mutter die Women’s Engineering Society, um für die Arbeitsrechte von Ingenieurinnen und Maschinenbauerinnen zu kämpfen und die Ausbildungsmöglichkeiten für Frauen in solchen Berufsfeldern zu verbessern. Von 1919 bis 1922 stand Rachel der Gruppe als Präsidentin vor, ehe sie von ihrer Mutter abgelöst wurde. 1921 wurde Parsons zusammen mit Eily Keary, einer früheren Kommilitonin in Cambridge, und Blanche Thornycroft als erste Frau in die Royal Institution of Naval Architects aufgenommen. Parallel war sie Mitbegründerin der Atalanta Ltd, Großbritanniens erstem gänzlich weiblichen Ingenieursbüro.
Der politische Kampf für die Gleichberechtigung von Frauen ermutigte Parsons, über ihr Berufsfeld hinaus politisch aktiv zu werden. Von 1922 bis 1925 repräsentierte sie als Mitglied der Municipal Reform Party, einer der Conservative Party nahen Londoner Lokalpartei, den Wahlkreis von Finsbury im London County Council. Bei den Unterhauswahlen 1923 kandidierte sie im Wahlkreis Ince in Lancashire für die Conservative Party für das House of Commons, unterlag aber dem Amtsinhaber Stephen Walsh von der Labour Party. Weitere erfolglose Kandidaturen für einen Parlamentssitz folgten in den folgenden Unterhauswahlen. Die ökonomische Gleichberechtigung von Frauen und gerade die Arbeitsrechte von Frauen waren in ihren Wahlkämpfen ihr Kernanliegen. Nach dem Tod ihrer Eltern in den frühen 1930er Jahren erbte Parsons 840.000 £ und einen Landsitz in Northumberland, den sie aber nur selten nutzte. Stattdessen verbrachte sie viel Zeit in London, wo sie sich einige Zeit lang in die High Society eingliederte, sich dann aber sozial isolierte. Grund dafür war wohl nicht zuletzt, dass sie den damaligen Rollenvorstellungen von Frauen nicht entsprach. Zunehmend widmete sie sich Pferderennen und sie erwarb dutzende, häufig erfolgreiche Rennpferde. Nach Ende des Zweiten Weltkriegs zog sie von London nach Newmarket, Suffolk, ein bedeutender Ort des britischen Pferderennsports, wo sie ein großes Anwesen mit angegliedertem Pferdestall bewohnte. Dort wurde sie am Abend des 1. Juli 1956 von einem früheren Angestellten erschlagen. In dem von der britischen Presse interessiert verfolgten Gerichtsprozess verteidigte der spätere Generalstaatsanwalt Michael Havers den Täter, indem er Parsons als alte, vereinsamte und böswillige Hexe porträtierte, die den Täter zur Tat provoziert habe. Tatsächlich gelang es Havers so, eine Verurteilung wegen Totschlags (manslaughter) und nicht wegen Mordes zu erreichen. An einem früheren Wohnort von Parsons in Newcastle upon Tyne wird heute mit einer Gedenkplakette an sie und ihr Lebenswerk gedacht.